# Portrait d'Isabelle Porcel
Pour les articles homonymes, voir Porcel.
Le portrait d'Isabelle Porcel est un tableau attribué à Francisco de Goya qui aurait été peint vers 1805. Il s'agit d'un portrait d'Isabel Lobo Velasco de Porcel, née à Ronda vers 1780 et seconde épouse d'Antonio Porcel (un libéral également peint par Goya en 1806 sur un tableau aujourd'hui perdu à la suite de l'incendie du Jockey Club à Buenos Aires lors d'une émeute en 1953). Ce dernier était de près de 25 ans son aîné. Elle le rencontra à Madrid à l'âge de vingt ans. Porcel était un ami de Jovellanos, qui l'a mise en contact avec Goya, lui-même un proche du couple.

## Analyse
La peinture montre une jeune femme peinte à mi-corps et habillée en chemise blanche et mantille noire, à la mode espagnole. Malgré ses vêtements de maja, elle porte de riches tissus et a une prestance aristocratique. C'est un cas typique de reprise par la haute société espagnole des costumes populaires de majos.
Le geste de ses bras dénote une femme décidée et sûre. L'un d'eux est plié sur sa hanche. Elle a les cheveux et les yeux brun clair, la peau très blanche. Elle est représentée à mi-profil, le corps tourné vers la gauche, dans un mouvement que la tête compense par un déplacement vers la droite, dans un léger raccourci du visage. L'ensemble donne au portrait réalisme et profondeur, sans qu'il soit nécessaire d'y ajouter un objet, un élément d'architecture ou un paysage. Au contraire des us de l'époque, le regard de la jeune fille se dirige vers la gauche de l'observateur.
Le contraste est puissant entre les voiles de dentelle de la mantille noire et les nuances de chemise de soie qui transparaissent au travers de la mousseline. Ces dernières s'harmonisent délicatement avec le ton rose du visage. Les coups de pinceau sont lâches et les détails sont réalisés avec une grande économie de moyens.
Une analyse aux rayons X a révélé une peinture antérieure d'un portrait d'un homme en uniforme, qui pourrait être celui d'Antonio Porcel.

## Controverse sur l'attribution
Lors d'une exposition à la National Gallery dédiée à Goya en octobre 2015, la confrontation des différentes œuvres a conduit à la remise en cause par des experts de l'attribution à Goya. S'il est possible que la peinture antérieure d'un homme en uniforme soit bien de Goya, qui l'aurait montrée à l'Académie royale des beaux-arts Saint-Ferdinand en 1806, le portrait d'Isabelle Porcel serait ultérieur et vraisemblablement d'un autre peintre, en raison d'un style moins avancé que celui d'autres tableaux signés de Goya.